# Corythalia metallica
Corythalia metallica är en spindelart som först beskrevs av George William Peckham och Elizabeth Maria Gifford Peckham 1893.  Corythalia metallica ingår i släktet Corythalia och familjen hoppspindlar. Inga underarter finns listade i Catalogue of Life.